# オマー・デイリー
オマー・デイリー（Omar Daley、1981年4月25日 - ）は、ジャマイカ・キングストン出身の元プロサッカー選手。元サッカージャマイカ代表。現役時代のポジションはFW。

## 経歴

### 代表
2001年、U-20代表の一員としてブエノスアイレスで開催された2001 FIFAワールドユース選手権に参加した。フル代表では75試合に出場し7得点を記録した。

#### ゴール
| No | 開催日         | 開催地       | 対戦国         | スコア | 結果 | 試合概要                        | ref   |
| -- | -------------- | ------------ | -------------- | ------ | ---- | ------------------------------- | ----- |
| 1  | 2003年3月23日  | キングストン | バルバドス     | 2–1    | 2–1  | 親善試合                        | [ 2 ] |
| 2  | 2003年3月26日  | キングストン | セントルシア   | 5–0    | 5–0  | 2003 CONCACAFゴールドカップ予選 | [ 3 ] |
| 3  | 2003年3月28日  | キングストン | マルティニーク | 1–2    | 2–2  | 2003 CONCACAFゴールドカップ予選 |       |
| 4  | 2003年3月30日  | キングストン | ハイチ         | 2–0    | 3–0  | 2003 CONCACAFゴールドカップ予選 | [ 4 ] |
| 5  | 2007年11月21日 | キングストン | グアテマラ     | 2–0    | 2–0  | 親善試合                        |       |
| 6  | 2008年6月15日  | キングストン | バハマ         | 7–0    | 7–0  | 2010 FIFAワールドカップ予選     | [ 5 ] |
| 7  | 2011年6月6日   | カーソン     | グレナダ       | 4–0    | 4–0  | 2011 CONCACAFゴールドカップ     | [ 6 ] |

## 所属クラブ
- ポートモア・ユナイテッドFC 2001-2006

→ レディングFC 2003-2004 (loan)
→ プレストン・ノースエンドFC 2004-2005 (loan)
- チャールストン・バッテリー 2006-2007
- ブラッドフォード・シティAFC 2007-2011

→ ロザラム・ユナイテッドFC 2011 (loan)
- マザーウェルFC 2011-2013
- ミネソタ・ユナイテッドFC 2013-2014
- オクラホマシティ・エナジーFC 2015

## タイトル
ポートモア・ユナイテッド
- ジャマイカン・ナショナルプレミアリーグ: 2004-05

個人
- フットボールリーグ2年間ベストイレブン: 2008-09